# Grupo Montparnasse

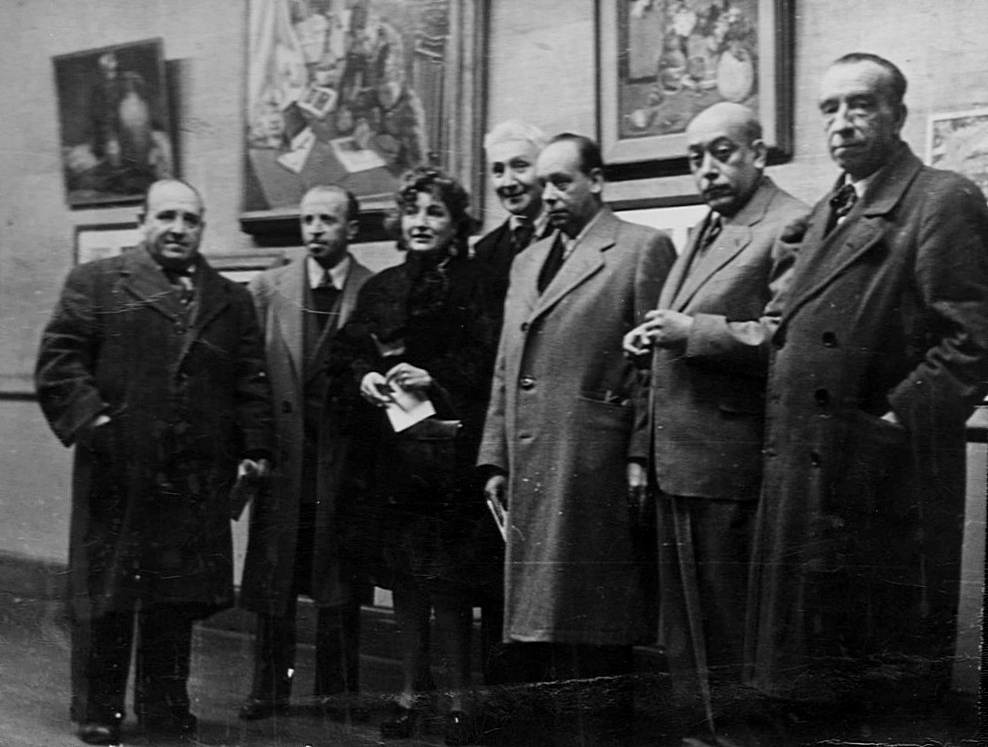
Miembros de grupo Montparnasse en 1945.

El grupo Montparnasse fue un colectivo artístico chileno formado en 1923 por pintores influenciados por la tendencia postimpresionista europea y, sobre todo, por el fauvismo.
El grupo tomó el nombre del barrio parisino homónimo, centro social de las vanguardias artísticas, después de un viaje a Francia que realizaron en conjunto sus integrantes. Durante la estadía, luego de estudiar en diferentes academias de Europa, los artistas se unieron por su afinidad creativa e influenciados por el trabajo de Paul Cèzanne. Además, absorbieron en menor medida otras tendencias, como el expresionismo y el cubismo. 
El grupo manifestaba de plano su rechazo al arte academicista y al criollismo romántico que se imponía en Chile por aquel tiempo.
Algunos de los miembros del grupo y sus adherentes fueron: 
- Pablo Burchard (1873-1960)
- Julio Ortiz de Zárate (1885-1943)
- Jorge Letelier (1887-1966)
- Manuel Ortiz de Zárate (1887-1946)
- Isaías Cabezón (1891-1963)
- Pablo Vidor (1892-1991)
- Augusto Eguiluz (1893-1969)
- Álvaro Yáñez Bianchi [Juan Emar] (1893-1964)
- Henriette Petit (1894-1983)
- Waldo Vila (1894-1979)
- Camilo Mori (1896 -1973)
- Héctor Cáceres (1897-1980)
- Luis Vargas Rosas (1897-1977), fundador del grupo[1]
- José Perotti (1898-1956)
- Marta Villanueva (1900-1995)
- Jorge Caballero (1902-1992)
- Ana Cortés (1906-1998)
- Inés Puyó (1906-1996)

En Santiago de Chile, se integró el escritor y pintor Juan Emar, quien escribió en el periódico La Nación columnas acerca del grupo y las figuras europeas de la vanguardia plástica, como Pablo Picasso y Georges Braque.